# مقاطعة ريشلاند (ولاية ويسكونسن)
مقاطعة ريشلاند هي مقاطعة في ويسكونسن، بلغ عدد سكانها 18٬021  نسمة، في 2010، عاصمتها ريتشلاند سنتر، تبلغ مساحتها 1٬526 كيلومتر مربع.

## الموقع
تشترك في الحدود مع:
- مقاطعة فيرنون
- مقاطعة غرانت
- مقاطعة آيوا
- مقاطعة سوك
- مقاطعة كروفورد (ولاية ويسكونسن).

## التقسيمات الإدارية
- ريتشلاند سنتر.